# Chung Han-jae
Chung Han-jae (kor.정한재; ur. 28 września 1995) – południowokoreański zapaśnik walczący w stylu klasycznym. Zajął siódme miejsce na mistrzostwach świata w 2021 roku. 
Brązowy medalista igrzysk azjatyckich w 2022.
Wicemistrz Azji w 2023 i trzeci w 2021, 2024 i 2025. Trzeci na mistrzostwach Azji kadetów w 2011 roku.